# NGC 2934
NGC 2934 ist eine linsenförmige Galaxie vom Hubble-Typ SB0 im Sternbild Löwe nördlich der Ekliptik. Sie ist schätzungsweise 357 Millionen Lichtjahre von der Milchstraße entfernt und hat einen Durchmesser von etwa 25.000 Lichtjahren. 
Im selben Himmelsareal befinden sich u. a. die Galaxien NGC 2928, NGC 2933, NGC 2941, NGC 2943.
Das Objekt wurde am 2. April 1865 von Albert Marth entdeckt.